# Layer (elemento HTML)
Los layers (capas) formaban la base de una técnica de programación HTML dinámico específica para Netscape 4. Cada capa se trataba como objeto documento distinto en JavaScript. El contenido se podía o incluir en el mismo archivo dentro del elemento no estándar HTML <layer> (o cualquier otro elemento con su posición definida como "absolute" mediante CSS, cargado desde un archivo aparte con <layer src="URL AQUI"> o <span src="URL AQUI"> o <div src="URL AQUI">, o generado mediante JavaScript con new Layer(), el contenido entonces se llenaría con layer.document.write().
En los navegadores modernos, esta funcionalidad se consigue mediante span o div con posicionamiento absoluto, o, para la carga de contenido desde un archivo externo, un IFrame.